# 10671 Mazurova
10671 Mazurova (1977 RR6) là một tiểu hành tinh vành đai chính được phát hiện ngày 11 tháng 9 năm 1977 bởi N. S. Chernykh ở Đài vật lý thiên văn Crimean. Nó được đặt theo tên Russian stage và screen actress Ekaterina Yakovlevna Mazurova.